# Billabong (geografía)

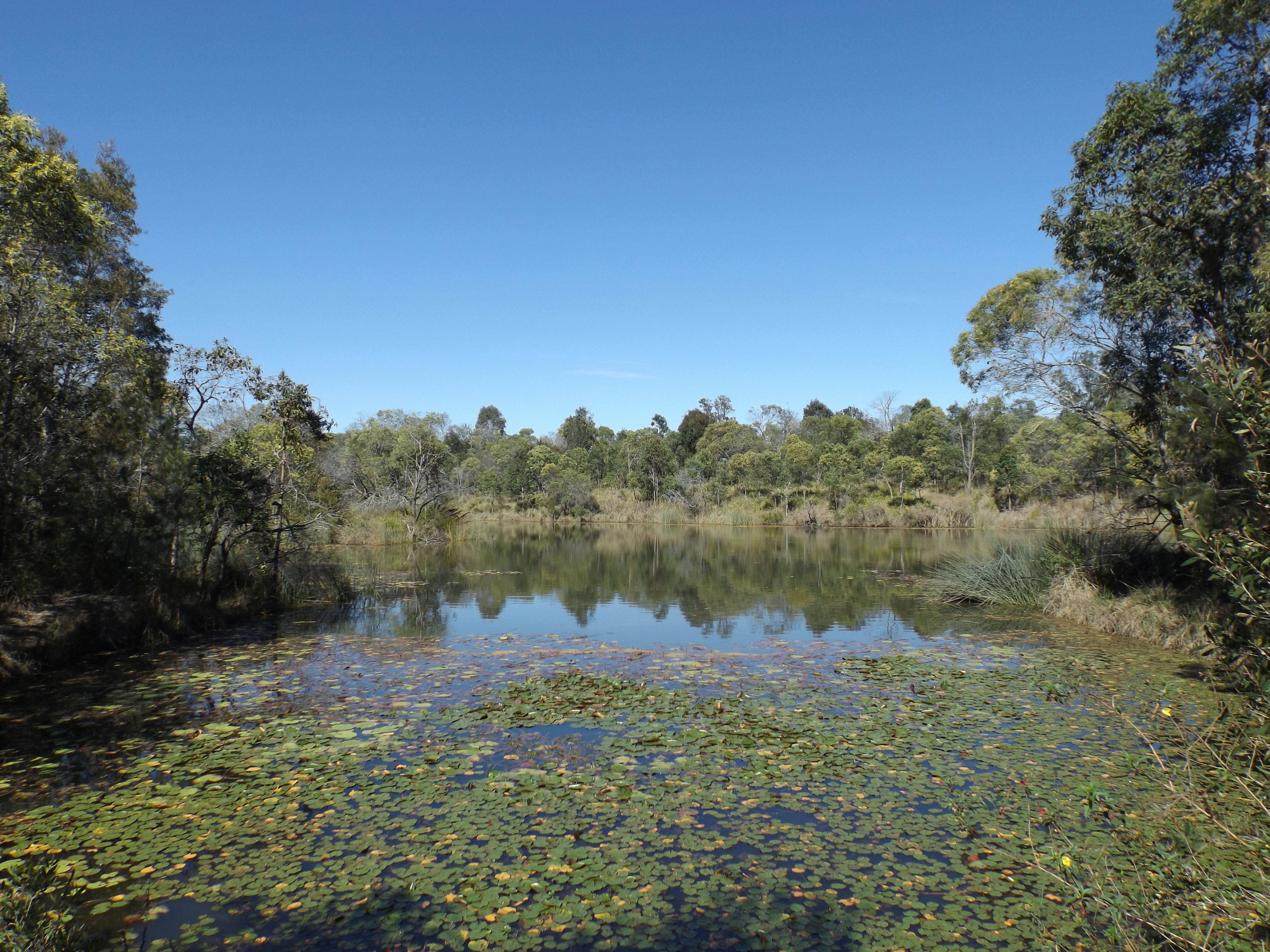
Un billabong a lo largo de Scrubby Creek en Berrinba Wetlands en Berrinba, Logan City, 2014

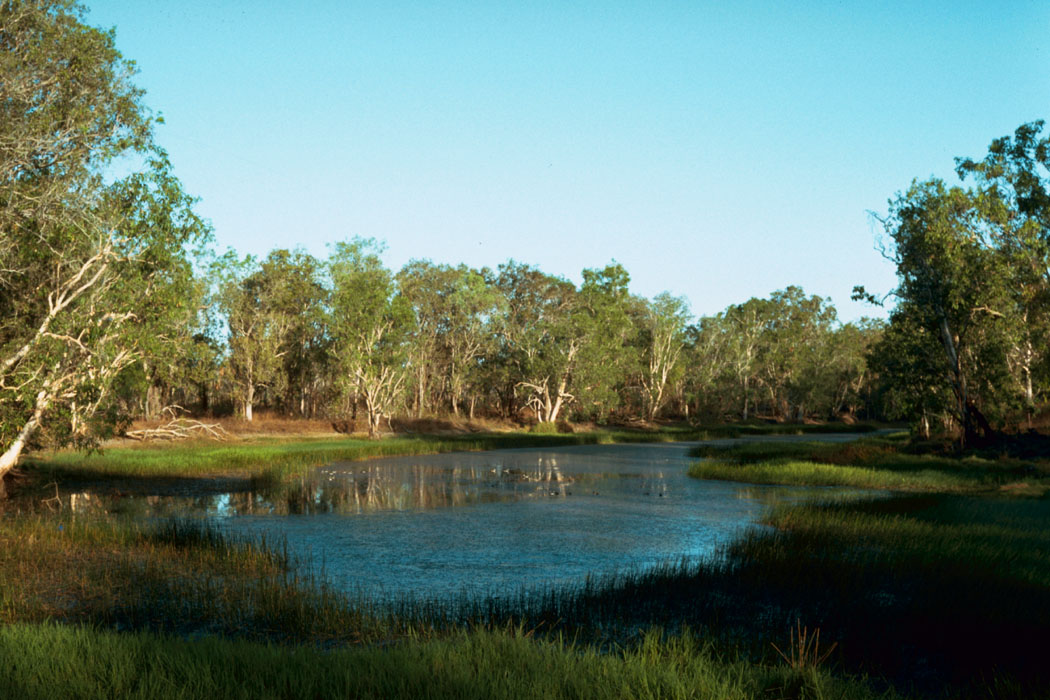
Billabong en el Territorio del Norte

Billabong (  /ˈbɪləbɒŋ/ BIL -ə-bong ) es un término australiano para un brazo muerto, un estanque aislado en forma de medialuna que queda después de que se corta el meandro cuando el canal del río cambia de curso. Los billabongs generalmente se forman cuando el trayecto de un arroyo o río cambia debido a la erosión litoral, dejando el canal anterior privado de más afluencia y convirtiéndose en un barranco aislado que solo contiene  agua estancada que aún no se ha drenado o evaporado. Como resultado del clima árido de muchas partes de Australia, estos «ríos muertos» a menudo se llenan de agua estacionalmente, pero pueden estar secos durante la mayor parte del año.

## Etimología
La etimología de la palabra billabong es discutida. Lo más probable es que la palabra se derive del término wiradjuri bilabaŋ, que significa «un curso de agua que corre solo después de la lluvia». Se deriva de bila, que significa «río», Es posible que se haya combinado con bong o bung, que significa «muerto». Sin embargo, una fuente afirma que el término es de origen gaélico escocés.
Los billabongs son importantes porque no tienen desagüe y pueden retener el agua durante más tiempo que las secciones de los ríos, especialmente durante la estación más seca, por lo que cumplen funciones ecológicas importantes como pozos de agua y hábitats para animales semiacuáticos como las ranas. En los viejos tiempos, estos eran hitos importantes para que la gente los identificara y muchos billabongs eran nombrados por las áreas locales.